# Bakhchisaraitsevita
La bakhchisaraitsevita és un mineral de la classe dels fosfats. Rep el nom en honor d'Alexander Yu. Bakhchisaraitsev (1947-1998).

## Característiques
La bakhchisaraitsevita és un fosfat de fórmula química Na₂Mg₅(PO₄)₄(H₂O)₆·H₂O. Cristal·litza en el sistema monoclínic. La seva duresa a l'escala de Mohs oscil·la entre 2 i 2,5. Estructuralment es troba relacionada amb la rimkorolgita i la liversidgeïta.
Segons la classificació de Nickel-Strunz, la bakhchisaraitsevita pertany a «08.CH: Fosfats sense anions addicionals, amb H₂O, amb cations de mida mitjana i gran, RO₄:H₂O < 1:1» juntament amb els següents minerals: walentaïta, anapaïta, picrofarmacolita, dittmarita, niahita, francoanellita, taranakita, schertelita, hannayita, struvita, struvita-(K), hazenita, rimkorolgita, fahleïta, smolyaninovita, barahonaïta-(Al) i barahonaïta-(Fe).

## Formació i jaciments
Va ser descoberta a la mina Kovdor Zheleznyi, situada al massís de Kovdor, a l'óblast de Múrmansk, Rússia. També ha estat descrita en altres indrets propers a la localitat tipus, com la pedrera de carbó Korkinskii, i al Cerro Mejillones, a la regió xilena d'Antofagasta. Es tracta dels únics llocs a tot el planeta on ha estat descrita aquesta espècie mineral.